# Universiteit Koblenz-Landau

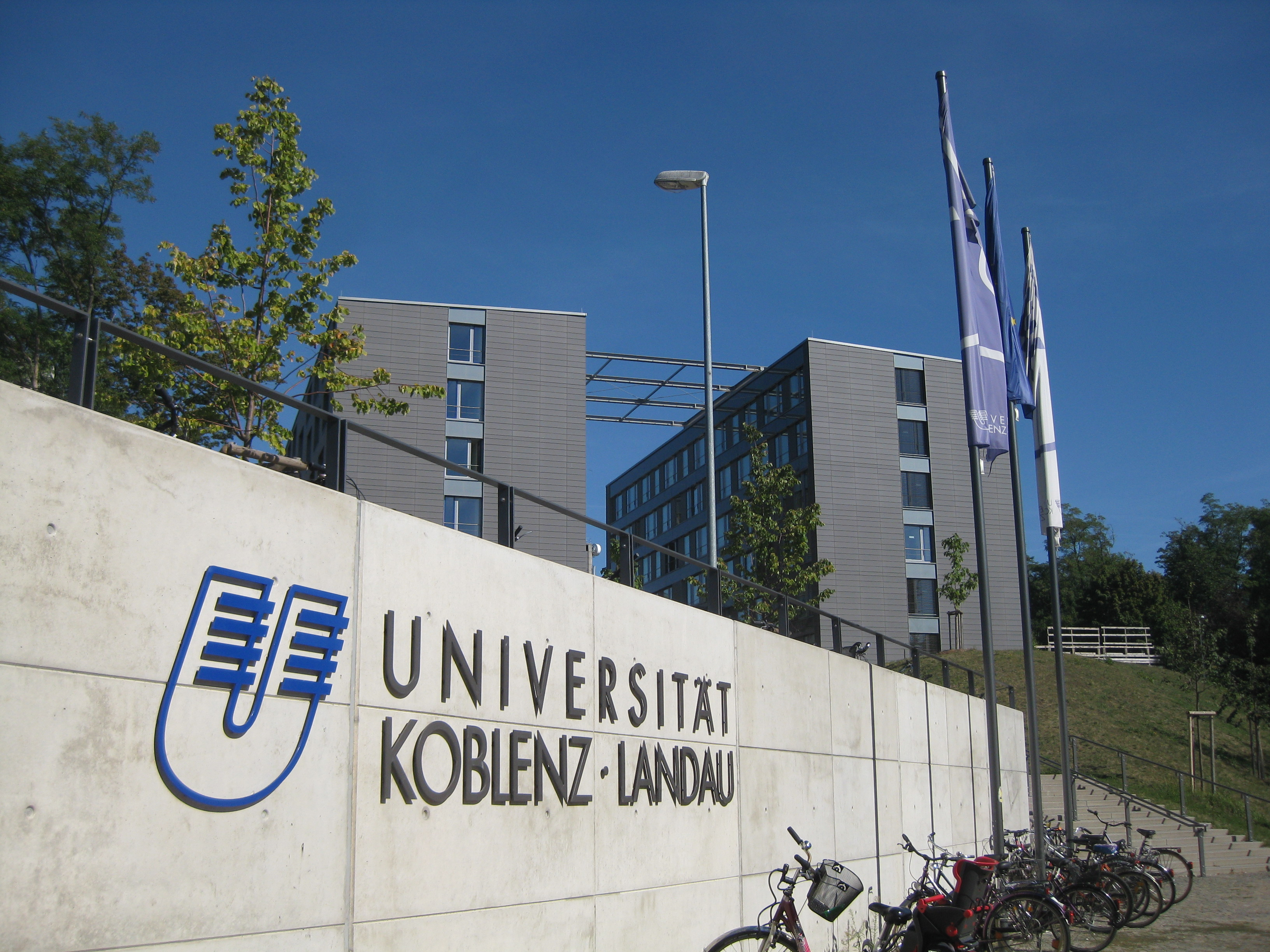
Universiteit Koblenz-Landau (trap tussen de gebouwen I en K)

De Universiteit van Koblenz-Landau (Duits: Universität Koblenz-Landau) is een van de jongste universiteiten in Duitsland en in 1990 voortgekomen uit Pedagogische Hogeschool Rijnland-Palts (Erziehungswissenschaftliche Hochschule Rheinland-Pfalz). De universiteit telt 16.479 studenten (wintersemester 2016/17), waarvan 8.394 in Koblenz en 8.085 in Landau in der Pfalz.

## Studierichtingen
- Pedagogiek en lerarenopleidingen
- Informatica
- Computervisualastiek
- Psychologie
- Sociale wetenschappen
- Milieuwetenschappen